# Tercera Meseta de Paraná

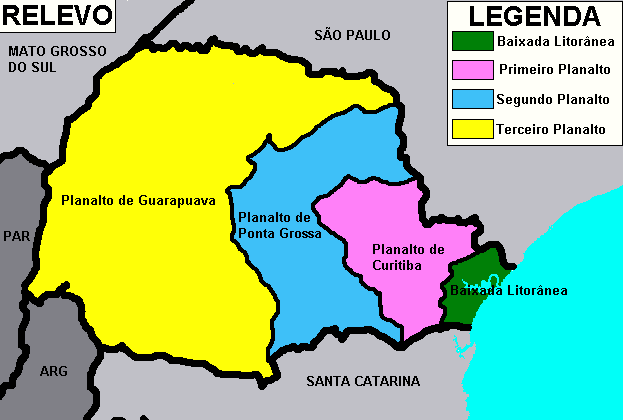
Tercera Meseta de Paraná (en amarillo).

La Tercera Meseta de Paraná (también conocida como  Meseta de Guarapuava o Tercera Meseta Paranaense) es la denominación local que se le da a una subdivisión de la Meseta Meridional, en el estado de Paraná, Brasil.
Es una meseta basáltica, que transcurre en sentido este-oeste desde la Sierra do Cadeado hasta el río Paraná. Es la mayor de las unidades geomorfológicas del estado. Está delimitada al este por la Sierra Geral, que con un desnivel de 750 metros, abarca a la meseta paleozoica. Al oeste, el límite es marcado por el río Paraná, en el lugar donde antes se encontraban los Saltos del Guairá, que desaparecieron cuando fue construida la Represa de Itaipú. 
En realidad, la meseta se extiende más allá de los límites de Paraná abarcando partes del territorio de Mato Grosso do Sul, los departamentos paraguayos de Canindeyú y Alto Paraná, así como la provincia argentina de Misiones, en donde se la conoce como meseta misionera.
De la misma forma que la meseta paleozoica, la basáltica desciende suavemente hacia el oeste, disminuyendo desde los 1250 metros sobre el nivel del mar, al este, hasta alcanzar los 300 metros de altitud en las costas del río Paraná. Constituido por una serie de derrames basálticos, apilados unos sobre otros, esta meseta comprende la mitad oeste del estado. Sus suelos, que se formaron a partir del deterioro del basalto, forman la conocida tierra colorada, famosa por ser un suelo fértil para la agricultura, destacándose las plantaciones de café.